# Oxyopes positivus
Oxyopes positivus är en spindelart som beskrevs av Roewer 1961. Oxyopes positivus ingår i släktet Oxyopes och familjen lospindlar.
Artens utbredningsområde är Senegal. Inga underarter finns listade i Catalogue of Life.